# Bulbophyllum thrixspermoides
Bulbophyllum thrixspermoides là một loài phong lan thuộc chi Bulbophyllum.